# Rigoitia
Rigoitia (oficialmente en euskera: Errigoiti) es una villa y municipio de la provincia de Vizcaya en el País Vasco (España), situado en la comarca de Busturialdea - Urdaibai con una extensión de 16,42 km² y una población de 502 habitantes según el censo del año 2017.
La villa de Rigoitia fue fundada en 1376 en tierras de la anteiglesia de Santa María de Idoibalzaga con la finalidad de defender el camino que comunicaba el valle del Oca con el del Butrón. Su territorio municipal forma parte de la reserva de la biosfera de Urdaibai. Es un municipio predominantemente rural.

## Toponimia
El nombre Rigoitia proviene de la expresión en lengua vasca herri goitia, que significa "el pueblo de arriba".
Se trata de una antigua villa medieval creada en 1376 para proteger el camino que unía el valle del río Butrón (Munguía) con el del río Oca (Guernica). Desde la perspectiva de alguien que iba de Guernica a Munguía, Rigoitia era efectivamente"el pueblo de arriba".
En euskera la población recibe el nombre de Errigoiti. Este es el topónimo oficial desde el 10 de marzo de 1986 que fue publicado en el BOE en abril de 1989.

## Geografía
El municipio de Rigoitia está conformado por varios barrios. Tiene la particularidad que la iglesia parroquial está ubicada fuera del núcleo urbano, junto al cementerio, la antigua escuela y el humilladero de San Antonio, y algunos caseríos, forman el llamado barrio de Eleizalde. Los barrios que conforman el municipio son:
- Atxikas-Rekalde: tiene 57 habitantes.
- Eleizalde-Olabarri: Eleizalde es la"zona de la iglesia". Es el núcleo originario de la anteiglesia. Tiene 159 habitantes.
- Metxikas: tiene 117 habitantes.
- Uria o de la Villa: es la fundación medieval y principal barrio del municipio. Tiene 178 habitantes.

El municipio de Rigoitia se sitúa en la parte norte de la provincia de Vizcaya en la comarca de Busturia, formado parte de la reserva de la biosfera de Urdaibai. Se ubica en las laderas de los montes Burgoa, Sollube, Bizkargi y Arburu quedando todo el término municipal por encima de los 200 metros de altitud y teniendo como máxima altura los 402 m s. n. m. de las cumbres de Mazagas y entre la divisoria de aguas del río Oca, que recorre el municipio de sur a norte y se sitúa al este del término municipal, y el río Butrón.
Las cumbres de los montes en los que se asienta Rigoitia son redondeadas y de suave perfil. Entre ellas, conformando estrechos y abruptos valles, corren pequeños riachuelos que van a nutrir el Butrón y el Oca. Entre los que van al Butrón destacan los de Atxaga, Madalen y Otxolarre, en cuyas orillas se asentaron molinos y ferrerías, al Oca, conformando el arroyo de Sollub que discurre por Axpe Busturia, llegan el Gorbea, el Metxikas y el Artola.
La vegetación es la típica de la vertiente cantábrica, bosques de árboles de hoja caduca como robles y hayas intercalado con algunos, en los terrenos calizos, de encinas y plantaciones de pinos ingisnes destinadas a la explotación forestal. Estos bosques se alternan con praderas de hierba para las explotaciones ganaderas.
La comunicación está basada en la carretera BI-3213 que une Guernica, principal población de la zona, con Munguía. Los barrios se comunican mediante las carreteras BI-4211, que va hacía Metxikas, BI-4212 hacía Arriaga auzoa y BI-4216 hacia Elizalde y Katalina Auzoa.
Rigoitia está a 6 km de Guernica y a 29 km de Bilbao, capital de Vizcaya. En Guenica tiene estación de ferrocarril de vía estrecha de Euskotrena de la línea Bermeo-Amorebieta donde se une a la línea Bilbao-San Sebastián.
Rigoitia limita al norte con Busturia, al este con Guernica y Luno, Murueta y Fórua, al sur con Muxika y con Arrieta y Morga al oeste.

## Historia
Los origines de Rigoitia se encuentran en la anteiglesia de Santa María de Idoibalzaga, que tiene sus orígenes en épocas desconocidas de la Edad Media, haciendo referencia al escudo de la villa de Rigoitia, un águila negra sobre fondo rojo, algunos autores identifican su origen en las primeras monarquías del Reyno de Navarra. Está constatada la presencia romana en su término a partir de la aparición de un tesorillo de 447 monedas en la apertura de una pista forestal, en el término de Sakona. Es una de las 14 villas que conformaban el Señorío de Vizcaya junto a la ciudad de Orduña y la tierra llana.
En el año 1376 el señor de Vizcaya don Juan de Castilla da carta puebla a la villa de Rigoitia otorgándole el Fuero de Logroño. Se crea, a escasos 500 metros de la iglesia de Santa María de Idoibalzaga, un pequeño núcleo urbano organizado en calles que sigue el modelo de villa caminera medieval. La villa nació con la intención de consolidar y proteger la vía que une Guernica con Munguía.
Rigoitia ha permanecido siempre dentro de una dimensiones modestas.

## Demografía
Rigoitia cuenta con una población de 511 habitantes (INE 2024).
| Gráfica de evolución demográfica de Rigoitia entre 1842 y 2021 |
| |
| Población de derecho según los censos de población del INE Población de hecho según los censos de población del INEEn estos censos se denominaba Rigoitia: 1842, 1857, 1860, 1877, 1887, 1897, 1900, 1910, 1920, 1930, 1940, 1950, 1960, 1970 y 1981 |

## Administración y política
| Partido político                                             | 2015  | 2015       | 2011  | 2011       | 2007  | 2007       | 2003        | 2003        | 1999  | 1999       | 1995  | 1995       | 1991  | 1991       |
| Partido político                                             | %     | Concejales | %     | Concejales | %     | Concejales | %           | Concejales  | %     | Concejales | %     | Concejales | %     | Concejales |
| Euskal Herria Bildu (EH Bildu)-Bildu                         | 54,04 | 4          | 32,94 | 2          | —     | —          | —           | —           | —     | —          | —     | —          | —     | —          |
| Euzko Alderdi Jeltzalea-Partido Nacionalista Vasco (EAJ-PNV) | 43,18 | 3          | 46,78 | 4          | 68,02 | 5          | 61,54       | 5           | 55,3  | 4          | 52,5  | 4          | 44,99 | 3          |
| Sos Errigoiti                                                | —     | —          | 19,57 | 1          | 31,4  | 2          | —           | —           | —     | —          | —     | —          | —     | —          |
| Partido Popular del País Vasco (PP)                          | —     | —          | 0,00  | 0          | 0,29  | 0          | 1,54        | 0           | —     | —          | —     | —          | —     | —          |
| Zazpi Munarri (ZM)                                           | —     | —          | —     | —          | —     | —          | 34,87       | 2           | —     | —          | —     | —          | —     | —          |
| Euskal Herritarrok (EH)-Herri Batasuna (HB)                  | —     | —          | —     | —          | —     | —          | Ilegalizado | Ilegalizado | 26,01 | 2          | 20,28 | 1          | 30,95 | 2          |
| Eusko Alkartasuna (EA)                                       | —     | —          | —     | —          | —     | —          | —           | —           | 18,43 | 1          | 26,94 | 2          | 23,78 | 2          |

## Cultura

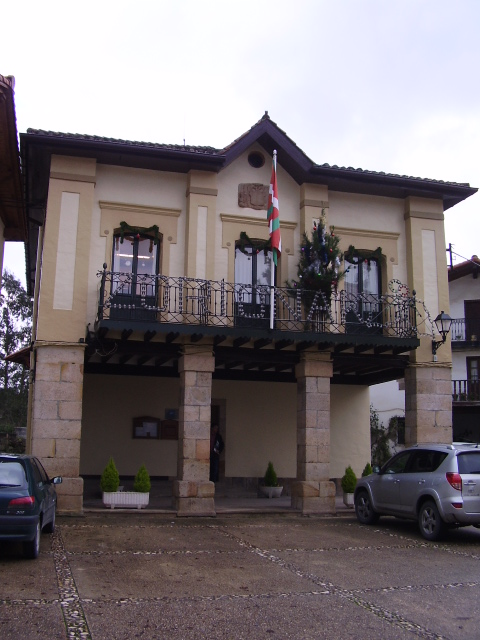
Ayuntamiento de Rigoitia, situado en el barrio de la Villa

### Patrimonio
El patrimonio religioso de Errigoiti cuenta con algunas originalidades destacables. Los edificios más notables son su iglesia parroquial, Santa María de Idibalzaga, y el humilladero barroco de San Antonio.
Otros edificios, de menor importancia, son las ermitas de Santa Cruz y San Lorenzo, que sin embargo poseen peculiaridades propias.
Este patrimonio fue más rico en otros tiempos, ya que además de las anteriormente citadas había cuatro ermitas más: San Juan, Santa Catalina, La Magdalena y San Miguel.
Todas estas construcciones religiosas se encontraban ubicadas por el municipio de Errigoiti, situándose la mayoría de ellas en zonas topográficamente elevadas, donde también se asentaba la población. A su alrededor, se ubicaban los caseríos que conformaban las diferentes barriadas. De esta forma, tanto la iglesia parroquial como las ermitas, actuaran como núcleos de conexión del poblamiento.
En algunos casos, estas ermitas acabaron formando parte de la barriada constituyéndose en simples caseríos. La desaparición o posible trasformación de estas ermitas se produjo durante el siglo XIX.

#### Iglesia de Santa María de Idoibaltzaga

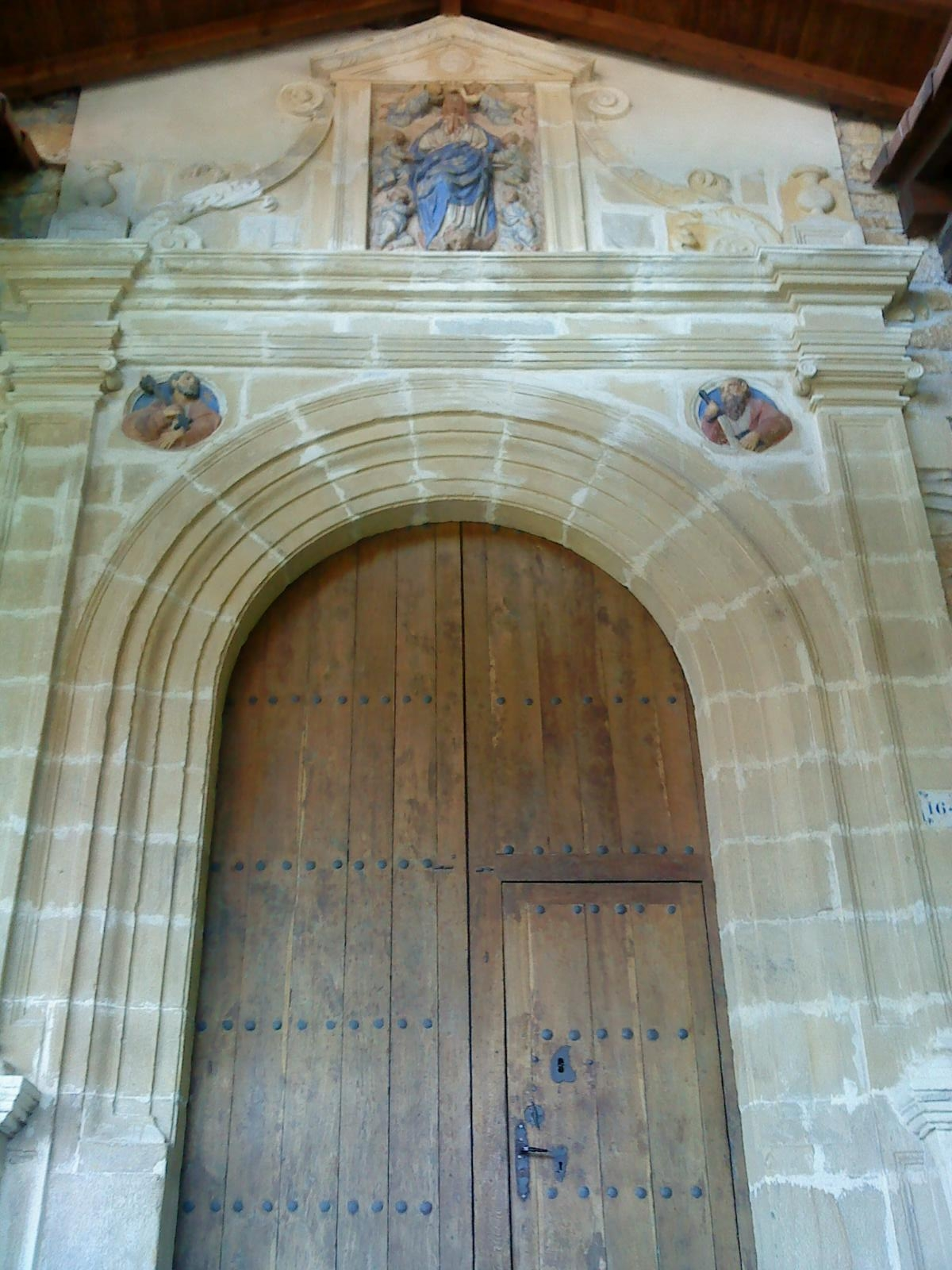
Portada de la iglesia santa María de Idoibaltzaga

La iglesia de Santa María de Idoibaltzaga es el iglesia parroquial de Rigoitia. Llama la atención su ubicación a fuera del núcleo urbano de la población sobre una colina de 296 metros de altitud. La iglesia junto al cementerio, la casa cural y el humilladero de San Antonio, así como la escuela de barriada añadida al muro oeste del templo y algún caserío, conforman un núcleo urbano con entidad propia, que se puede entender como un conjunto religioso alternativo al civil que se ubica en la villa.
El templo data del siglo XVI de la que conserva parte de los muros y la portada y fue severamente modificado en una reforma realizada en 1816 por Martín de Echaburu y el contratista Antonio de Echaniz apreciable intensamente en el interior y que le da el aspecto de iglesia columnaria, es una reinterpretación neoclásica de las hallenkirche renacentistas.
Los muros originales del siglo XVI, realizados hacía el año 1560 y que pertenecieron a un templo anterior al actual techado en tejavana sobre postes de madera, definen un gran espacio rectangular, es una construcción de tipo"salón" (también denominada columnaria o hallenkirche), que no tiene cabecera.
El templo está conformado por tres naves de igual altura y cinco tramos separadas por dos filas de cuatro columnas toscanas de tipo clásico, baída de tabiquería y coro a los pies. La reforma de Echaburu dio al templo el aspecto de las típicas iglesias salón de transición gótico-renacentistas. Las columnas descansan en amplias basas sobre plinto, tienen el éntasis situado por debajo del centro de la misma columna. Están realizadas en sillería y pintadas, en su parte inferior simulando mármol rojo, a excepción de las más cercanas al altar.
La bóveda está soportada por las columnas y las pilastras de los muros, toscanas al igual que las columnas. Las columnas y pilastras dan soporte a los arcos de medio punto que sostienen de una bóveda baída de tabiquería.
El muro norte carece de vanos, al sur y al este se abren ventanas adinteladas, una por tramo y en el lado oeste se ubica la portada renacentista centrada en el tercer tramo (en algunas publicaciones dicen que la portada es barroca). Un arco de medio punto que se enmarca en pilastras jónicas de fustes rebajados. Sobre el arco se abre un frontón triangular con espejo en el tímpano. Hay dos medallones a ambos lados de la puerta representando a San Pedro y a San Pablo y en el centro un relieve de la Asunción.
Los muros son de mampostería enlucida, el pedimento actual de madera que deja ver desde la mitad de la planta hasta el coro, las sepulturas numeradas.
La torre, formada por tres cubos superpuestos, esta descentrada a los pies de la iglesia. Data del siglo XVII y es obra de Juan Ochoa de Uría y Domingo de Erezuma. Es una torre porticada que da continuidad al gran pórtico, realizado en tejavana sobre postes de madera, que rodea el edificio. La parte de la cabecera ha sido cerrada para construir la antigua escuela de barriada y dar cabida a la sacristía y a la capilla del Cuerpo Santo, donde se venera un cuerpo momificado conocido popularmente como"korpu santua".
A las antiguas escuelas, situadas en el segundo piso sobre la sacristía y la capilla, se accede por una escalera exterior. Mientras que a la sacristía y capilla, ubicadas tras el altar, por una magnífica reja de forja.
En el interior el retablo del altar mayor está realizado durante la reforma por el propio Antonio de Echaniz, quien le da el estilo neoclásico pero aprovecha los relieves del anterior retablo que datan entre 1649 y 1653 y son obra de Antonio de Alloitiz, escultor de Forua, trabajando también en el Juan Pedro de Alloitiz.
En lo referente al mobiliario de la iglesia lo más destacable son los cuatro paneles policromados que se conservan del primitivo retablo del siglo XVII. Dos de ellos se hallan situados a los lados del altar mayor y otros dos en los muros laterales, cerca del presbiterio. Este retablo lo comenzó a labrar el 1650 el maestro Antonio de Alloitiz, trabajando también en el Juan Pedro de Alloitiz. Antonio de Alloitiz realizó varios trabajos importantes, entre los que se destacan el antiguo retablo de la iglesia de Santa María de la Asunción de Amorebieta del que solo se conserva la imagen de la Asunción.
Los otros retablos son: uno, el de San Blas y San Antonio, del año 1747 y obra de Andrés de Uribe y otro, el de San Juan Bautista, del año 1760 obra de Pedro de la Lastra y el del Santo Cristo (Dolorosa) realizado en 1759.
En la capilla del Cuerpo Santo se conserva un cuerpo momificado conocido como Gorputz Santue (cuerpo santo) que ha sido muy venerado en la comarca y al cual se le atribuyen diferentes poderes. Fue descubierta en 1550 en un nicho en el muro del recinto en el transcurso de unas reformas. 
Se documenta en un documento escrito por Juan de Amiax en 1608, del que se guarda copia en la iglesia, en el que junto con la leyenda de la construcción de la iglesia en ese lugar y el origen del nombre (Idibaltzaga que en castellano se traduce como "adelante buey negro"), donde describe la momia y su hallazgo y algunos hechos calificados como milagros.
El cadáver está en mal estado de conservación, se trata de un varón adulto al que le falta parte de las extremidades superiores y abdomen. La tradición le otorga propiedades curativas referentes a los trastornos del lenguaje como la tartamudez y mudez. El procedimiento que se usa es el pasear al niño que tiene el problema por tres veces por el atrio de la iglesia y luego hacerle besar la momia que porta en una de las manos una manopla-relicario para que la besen los creyentes.
Junto a esta momia hay una tabla en bajorrelieve datada en el siglo XVII que ilustra la Leyenda de Idibaltzaga que cuenta el traslado por parte de la virgen de las obras de la iglesia que los vecinos querían construir en el pueblo.

Como la ciudad de Rigoitia en Cantabria hubiese obtenido del rey Juan Primero de Castilla el privilegio de Villa, sus habitantes, tomando la decisión de construir una nueva Iglesia, se ocuparon de traer fuertes tablas y troncos. Pero todo lo que traían y colocaban en un día en el sitio destinado a la nueva Iglesia, al día siguiente era encontrado en la Iglesia antigua. Los rigoitienses, considerando que esto había sido hecho por obra de algunos que no se habían adherido en absoluto a la nueva construcción, una noche designaron doce hombres, los cuales observaran desde un lugar oculto quiénes levaban aquellos troncos a la Iglesia antigua. Pero ocurrió que, entrada la noche, observaron dos bueyes llevándose los troncos y a éstos los guiába una doncella. A uno de ellos, que era negro y se detenía en el barro, la Virgen le arreó con estas palabras: “Ea, idibalzaga”,
en idioma cántabro, lo que en latín significa: “Ulterius bos niger” (Adelante buey negro!). Y así la Virgen avanzó con los bueyes y los maderos hasta la iglesia antigua. Por este hecho, le vino a aquella Iglesia el nombre a partir del buey negro, pues es llamada por el pueblo: Nuestra Señora de Idibalzaga.

Realmente advertidos de la voluntad divina por esta visión, los rigotienses abandonaron los planes de la nueva Iglesia. Sin embargo, después de algunos años, habiendo crecido el número de vecinos, como quisieron ampliar la antigua, derribaron una pared en cuyo fondo encontraron una sepultura, donde había un cadáver sin mortaja pero calzado; el cual extendido en una tabla, tal como enseguida fue vuelto a poner por dos niños que habían acudido junto con los demás atraídos por la novedad, fue arrojado a tierra. Y en ese mismo instante, cosa admirable, uno de ellos quedó ciego y al otro un brazo se le quedó tan rígido que perdió su uso. Sin embargo, queriéndolo así Dios, ambos fueron devueltos a su antigua salud estando algunos días junto al cuerpo santo, y no faltaron después otros milagros, que Dios se dignó conceder por intercesión del mismo Santo”.

#### Ermitas

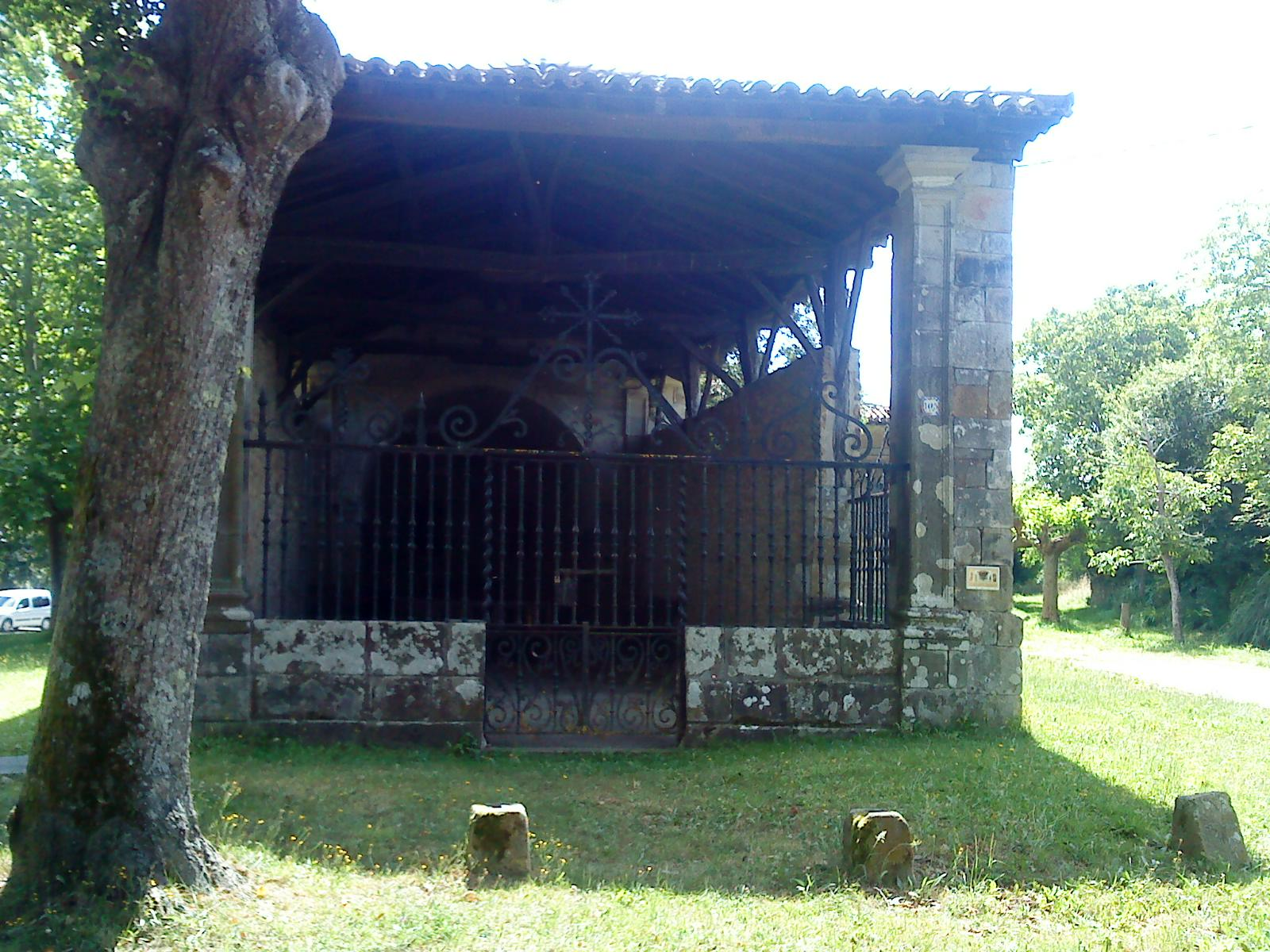
Humilladero de San Antonio

Actualmente hay en el término municipal de Rigoitia 3 ermitas en pie, pero anteriormente había cinco templo más, las ermitas dedicadas a San Juan, Santa Catalina, La Magdalena, San Bartolomé y San Miguel. Tenían la importancia de servir como núcleos de conexión del poblamiento. Desaparecieron durante el siglo XIX, algunas de ellas fueron transformadas en caseríos.
- Ermita de San Lorenzo

Esta ermita es popularmente conocida como Sanlloante. Se ubica en Metxikas sobre una pequeña y ventosa loma de 303 metros de altitud. Se completa con una escuela de barriada (de las construidas por la Diputación de Vizcaya e principios del siglo XX). El pórtico y todos los vanos que posee el edificio se ubican en la parte sur del mismo. En 1974 fue restaurada.
- Ermita de Santa Cruz de Bizkaigane

La ermita de Santa Cruz, como es denominada por la población, está en el barrio de Bizkaigane sobre una solitaria loma. Es un edificio de construcción popular de planta rectangular de 14,55 metros de largo por 5,50 metros de ancho realizado en mampostería con algunos sillares. En el muro sur hay restos de estelas funerarias y de un sarcófago. Se celebraba rogativa, que partiendo de la parroquia llegaba a la ermita parando en la de San Lorenzo, el 3 de mayo, festividad de la Invención de la Santa Cruz.
- Humilladero de San Antonio

El humilladero, situado al lado de la iglesia de Santa María de Idibaltzaga, está dedicado a los santos Antonios, san Antonio de Padua y san Antonio Abad. Conocido por la población con el nombre de"San Antoniño", es de estilo barroco del siglo XVIII.
La entrada, amplia que ocupa toda la fachada, se halla en el lado noroeste y está cerrada por un enrejado de madera. La planta es rectangular con ábside al final de la misma. Los muros de mampostería se levantan sobre grandes sillares con contrafuertes en sus esquinas.
En esta ermita se realizan diferentes procesiones como la del día de Ramos o la de la festividad del Corpus.

### Fiestas
Como en todos los municipios con varios barrios y ermitas las fiestas se extienden por todos ellos de forma que cada barrio o cada ermita realiza fiesta en honor a su patrono o patrona. Las fiestas importantes de Rigoitia son en honor a San Antonio de Padua y se realizan el 13 de junio ubicándose en el núcleo urbano de Eleizalde, se celebra misa en al ermita y el domingo en la parroquia y romería popular en la campa, y de San Isidro Labrador, que se celebran el día 15 de mayo.
Los barrios celebran las siguientes fiestas:
- Uria: San Bartolomé el 19 de agosto.
- Mexika: San Juan el 24 de junio.
- Elexalde:San Antonio de Padua el 13 de junio.
- Olabarri: el 1 de mayo.